# 黒い画集
『黒い画集』（くろいがしゅう）は、松本清張の短編推理小説シリーズ。『週刊朝日』1958年10月5日号から1960年6月19日号に連載、光文社より1959年から1960年に全3巻で刊行された。また、『別冊黒い画集』（べっさつくろいがしゅう）シリーズが『週刊文春』1963年1月7日号から1964年4月20日号に連載、文藝春秋新社「ポケット文春」より1963年から1964年に全2巻で刊行された。
また、それを原作とした映画シリーズ。現在は新潮文庫から刊行されている。『別冊黒い画集』も現在は文春文庫から刊行されている。
映画は3作が作られた。

## 作品
黒い画集 シリーズ
1. 遭難（週刊朝日・1958年10月5日号 - 1958年12月14日号）
2. 証言（週刊朝日・1958年12月21日号 - 1958年12月28日号）
3. 坂道の家（週刊朝日・1959年1月4日号 - 1959年4月19日号）
4. 失踪（週刊朝日・1959年4月26日号 - 1959年6月7日号）…単行本化時に除外された作品。のちに短編集『失踪』（2005年、双葉文庫）などに収録。
5. 紐（週刊朝日・1959年6月14日号 - 1959年8月30日号）
6. 寒流（週刊朝日・1959年9月6日号 - 1959年11月29日号）
7. 凶器（週刊朝日・1959年12月6日 - 1959年12月27日号）
8. 濁った陽（週刊朝日・1960年1月3日号 - 1960年4月3日号）
9. 草（週刊朝日・1960年4月10日号 - 1960年6月19日号）
10. 天城越え（サンデー毎日特別号・1959年11月号）…本シリーズとは別に掲載された作品だが、単行本化時に加えられている。

別冊黒い画集 シリーズ
1. 事故（週刊文春・1963年1月7日号 - 1963年4月15日号）
2. 熱い空気（週刊文春・1963年4月22日号 - 1963年7月8日号）
3. 獄衣のない女囚（週刊文春・1963年7月15日号 - 1963年10月14日号）…単行本化時に除外された作品。のちに中編集『高台の家』（1976年、文藝春秋）に収録。
4. 形（週刊文春・1963年10月21日号 - 1963年11月18日号）
5. 陸行水行（週刊文春・1963年11月25日号 - 1964年1月6日号）
6. 断線（週刊文春・1964年1月13日号 - 1964年3月23日号）
7. 寝敷き（週刊文春・1964年3月30日号 - 1964年4月20日号）

## 書誌情報
黒い画集 シリーズ
- 黒い画集1（1959年、光文社、「遭難」「坂道の家」収録）
- 黒い画集2（1959年、光文社、「紐」「天城越え」「証言」「寒流」収録）
- 黒い画集3（1960年、光文社、「凶器」「濁った陽」「草」収録）
- 黒い画集 全3集（2005年12月、光文社、ISBN 978-4-334-95012-5）
- 黒い画集（1971年11月2日、新潮文庫、ISBN 978-4-10-110919-0、「遭難」「証言」「天城越え」「寒流」「凶器」「紐」「坂道の家」収録）

別冊黒い画集 シリーズ
- 事故 別冊黒い画集（1963年9月、文藝春秋新社 ポケット文春、「事故」「熱い空気」収録）
- 陸行水行（1964年9月、文藝春秋新社 ポケット文春、「陸行水行」「形」「寝敷き」「断線」収録）
- 事故 別冊黒い画集1（1975年7月25日、文春文庫、ISBN 978-4-16-710610-2、「事故」「熱い空気」収録）
- 陸行水行 別冊黒い画集2（1975年8月25日、文春文庫、ISBN 978-4-16-710611-9、「形」「陸行水行」「寝敷き」「断線」収録）
- 事故 別冊黒い画集1（2007年5月10日、文春文庫、ISBN 978-4-16-769710-5、「事故」「熱い空気」収録）
- 陸行水行 別冊黒い画集2（2007年8月10日、文春文庫、ISBN 978-4-16-769711-2、「陸行水行」「形」「寝敷き」「断線」収録）

松本清張初文庫化作品集1、2
- 1.失踪 2005年11月20日、双葉文庫、「草」収録、ほかに3編収録「失踪、二冊の同じ本、詩と電話」
- 2.断崖 2005年12月20日、双葉文庫、「濁った陽」収録、ほかに4編収録「断崖、よごれた虹、粗い網板、骨折」

## 映画
- 黒い画集 あるサラリーマンの証言（1960年3月13日公開、東宝、堀川弘通監督）『証言』の映画化
- 黒い画集 ある遭難（1961年6月17日公開、東京映画、杉江敏男監督）『遭難』の映画化
- 黒い画集 第二話 寒流（1961年11月12日公開、東宝、鈴木英夫監督）『寒流』の映画化

このほか、『天城越え』のように『黒い画集』シリーズとは別に映画化された作品もある。